# Venteuges
Venteuges is een gemeente in het Franse departement Haute-Loire (regio Auvergne-Rhône-Alpes) en telt 380 inwoners (1999). De plaats maakt deel uit van het arrondissement Brioude.

## Geografie
De oppervlakte van Venteuges bedraagt 39,0 km², de bevolkingsdichtheid is 9,7 inwoners per km².
De onderstaande kaart toont de ligging van Venteuges met de belangrijkste infrastructuur en aangrenzende gemeenten.

## Demografie
Onderstaande figuur toont het verloop van het inwonertal (bron: INSEE-tellingen).